# Marco Schwarz

Marco Schwarz (* 16. srpna 1995 Villach) je rakouský alpský lyžař, člen klubu SC Bad Kleinkirchheim.
Na Zimních olympijských hrách mládeže 2012 v Innsbrucku zvítězil v obřím slalomu, kombinaci i týmové soutěži. Na mistrovství světa juniorů v alpském lyžování 2014 v Jasné získal zlatou medaili v Super-G. V roce 2014 také debutoval ve Světovém poháru. V roce 2015 vyhrál dva závody Evropského poháru. Stal se mistrem Rakouska v obřím slalomu v roce 2015 a ve slalomu a kombinaci v roce 2016.
Na Zimních olympijských hrách 2018 v Pchjongčchangu přispěl k druhému místu Rakušanů v soutěži smíšených družstev, v kombinaci skončil čtvrtý a ve slalomu jedenáctý. Na mistrovství světa v alpském lyžování 2019 v Åre získal stříbrnou medaili s družstvem a bronzové medaile ve slalomu a kombinaci, v obřím slalomu byl pátý. Následující mistrovství světa v alpském lyžování 2021 v Cortině d'Ampezzo mu přineslo titul mistra světa v kombinaci a třetí místo v obřím slalomu.
Ve své dosavadní kariéře vyhrál čtyři závody SP: jeden v paralelním slalomu, jeden v kombinaci a dva ve slalomu. V sezóně 2020-21 vybojoval malý křišťálový glóbus za slalom a v celkové klasifikaci skončil s 814 body na třetím místě za Alexisem Pinturaultem a Marco Odermattem.